# 보이체크 (1979년 영화)
보이체크(Woyzeck)는 독일(구 서독)에서 제작된 베르너 헤어조크 감독의 1979년 드라마 영화이다. 클라우스 킨스키 등이 주연으로 출연하였다.

## 출연

### 주연
- 클라우스 킨스키
- 에바 마테스
- 울프강 라이크먼

### 조연
- 울프강 바클러
- 디에터 어거스틴
- 조세프 바이어비클러
- 폴 버리안
- 허버트 퍽스
- 임 허만
- 볼커 프레크텔